# Никола Алтънков
Никола (Николай) Георгиев Алтънков е български и американски учен (политолог), общественик и политик.
Доктор по история от Калифорнийския университет в Санта Барбара и професор, магистър на изкуствата от Института за чужди науки в Монтерей. Член на Академията за политически науки в Ню Йорк (1984) и на почетното социологическо общество „Делта Тау Капа“ (1975).

## Биография
Роден е в София на 17 август 1932 г. Постъпва в полукласическия отдел на Първа мъжка гимназия през 1946 г. Включва се в младежката секция на социалдемократите, Съюз на социалистическата младеж. През 1948 г. е инициатор за издаването на ученически вестник, който заедно с Георги Попов, Румил Бадев, Димитър Франгов и Йордан Соколов (последните двама членове на прокомунистическия Съюз на народната младеж) наричат „Искра“ и започват да издават като орган на Учкома. Вестникът не е отявлено антиправителствен, но се стреми да е  независима трибуна на учениците. Срещу него започват да излизат редица статии във в.  „Народна младеж“, включително от видни комунистически дейци като Фердинанд Козовски. На 18 май 1948 г. Никола Алтънков е изключен завинаги от гимназията десет дни преди края на учебната година, която не му е призната, с двегодишна забрана да учи във всички училища в България.
През 1951 – 1952 година, едва 18-годишен е заточен в лагера „Белене“. Завършва английска филология в Софийския държавен университет „Климент Охридски“ през 1963 г.
Политически емигрант през периода 1965 – 1995 г. През 1965 година успява да избяга от България по време на екскурзия до Съветския съюз, в която е включен един ден в Хелзинки (Финландия). Живее в Швеция, Германия и Франция, емигрира в САЩ през 1967 г.
Завършва история и прави докторат в Калифорнийския университет в Санта Барбара. Преподава във висши американски училища, работи по научноизследователски проекти. Собственик е на корпорация за специализирани изследвания, занимаваща се с решаване на практически задачи в областта на политиката и социологията. Прави изследвания в областта на икономиката.
Член е на Академията за политически науки (Ню Йорк, 1984), на почетното социологическо общество „Делта Тау Капа“ (1975), Американската асоциация за напредък в славянските науки и Научната група по български изследвания.
В САЩ е председател е на Българския национален фронт (в изгнание) с почетен председател Иван Дочев.
След 1995 г. се завръща в България. Лидер е на организацията Български демократичен форум (БДФ) (в България). През 1995 г. основава Български национален фронт (БНФ) в България.

## Трудове
Автор е на трудове по история, политология, социология и икономика. Има над 200 публикации. Автор е на шест книги в Америка.
В България завършва и издава последните си книги:
- „България - малък тигър: стратегия XXI век“ (2000)
- „Икономика на благоденствието“ (2002, в съавторство с В. Рангелова)
- „Нарекоха ги фашисти. Легионери, отецпаисиевци, ратници, бранници, родозащитници, кубратисти“ (2004)
- „Кой победи“ (2009)
- „Светците ги съдят“ (2010)
- „История на БКП 1919–1989“ (2018, 2020)